# Adam Heydel

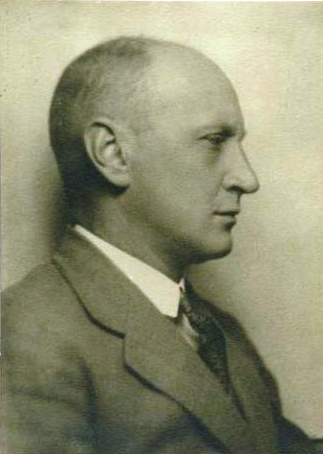
Adam Heydel

Adam Zdzisław Heydel (* 6. Dezember 1893 bei Radom, Russisches Kaiserreich; † 14. März 1941 im Konzentrationslager Auschwitz-Birkenau) war ein polnischer Ökonom. Er war ein Vertreter der Krakauer Schule der Ökonomie, als der er sich für den Wirtschaftsliberalismus und gegen den Etatismus und staatlichen Interventionismus einsetzte.

## Leben und Werk
Heydel ging in Krakau zur Schule, wo er das Gymnasium erfolgreich abschloss. Anschließend begann er sein Studium der Rechtswissenschaften in Moskau, Kiew und Krakau, welches er 1919 abschloss. Daraufhin arbeitete er einige Monate als Wirtschaftsreferent in der Presseabteilung des polnischen Außenministeriums in Warschau. Im Jahre 1921 arbeitete er als Assistent an der Jagiellonen-Universität in Krakau, auf der er ein Jahr später promovierte und lehrte. Gleichzeitig war er an der Krakauer Handelsakademie tätig. 1925 habilitierte er in politischer Ökonomie mit dem Aufsatz Grundlegende methodologische Fragestellungen der Ökonomie, der sich mit Fragen der Kausalität ökonomischer Untersuchungen und einer Analyse der Argumente von den Theoretikern beschäftigte, die den Begriff der Kausalität zugunsten des Funktionalismus in der Wirtschaft ablehnten. Aufgrund seiner liberalen Anschauungen und seinem Bezug zu Krakau wird er als Vertreter der Krakauer Schule der Ökonomie gesehen, deren Mentor seinerzeit Adam Krzyżanowski war. Kurz nach dem Maiputsch war er 1927 für kurze Zeit im Ministerium für Religion und öffentlichen Unterricht tätig, um dann wenig später als Direktor eine private Handelsschule für Frauen zu leiten.
An der Jagiellonen-Universität lehrte er wieder ab 1929, obwohl die politische Situation für liberal denkende Menschen zu dieser Zeit zunehmend problematischer war. Als Heydel 1933 einen offenen Brief schrieb, in dem er den Prozess von Brest kritisierte, wird ihm von Janusz Jędrzejewicz die Lehrerlaubnis entzogen. Daraufhin ging er als Rockefeller-Stipendiat in die Vereinigten Staaten von Amerika. Nach seiner Rückkehr in die Heimat leitete er ein Wirtschaftsinstitut. Zu dieser Zeit betätigte er sich vor allem als Publizist, als der er vor allem gegen den Etatismus und staatlichen Interventionismus schrieb. Außerdem schrieb er 1935 seine Theorie des öffentlichen Einkommens, welche nur deshalb publiziert wurde, weil sich die Zensur zu dieser Zeit nicht mit wissenschaftlichen Werken beschäftigte. Zudem ließ der Druck der Sanacja nach, sodass Heydel ab 1937 wieder in Krakau lehren durfte. Zum Studienjahr 1939/1940 wurde er zum Dekan der Fakultät für Rechtswissenschaften und Administration gewählt, konnte diese Funktion jedoch aufgrund des Krieges nicht einnehmen, da er kurz nach dem Beginn der deutschen Besetzung Polens am 6. November 1939 im Rahmen der Sonderaktion Krakau, die sich gezielt gegen die polnische Intelligenzija richtete, inhaftiert wurde. Anschließend wurde er mit vielen weiteren Professoren ins Konzentrationslager Sachsenhausen deportiert. Am 8. Februar 1940 wurde er wieder freigelassen. Er kehrte zur alten Familienresidenz in Brzóza zurück. Dort engagierte er sich konspirativ gegen das Naziregime. Einer seiner Mitstreiter ließ sich jedoch von den Nationalsozialisten provozieren, was schlimme Folgen für das konspirative Netzwerk hatte: Adam Heydel und sein Bruder Wojciech wurden inhaftiert, diesmal in Skarżysko-Kamienna. Der dortige Kommandant stammte aus derselben Familie wie Heydel ab, was ihn dazu animierte, den deutschstämmigen Heydel dazu zu überreden, die Volksliste zu unterschreiben, was Heydel die Freiheit gebracht hätte. Heydel sagte dazu nur: Ich kann so etwas nicht machen, da mich nichts mit dem deutschen Volke verbindet. Schlussendlich unterschrieb er die Volksliste nicht, sodass er mit anderen Häftlingen und seinem Bruder ins Konzentrationslager Auschwitz deportiert und im Rahmen einer Massenexekution am 14. März 1941 erschossen wurde.

## Rezeption nach dem Tod
Im Nachkriegspolen wurde sein Werk von den Realsozialisten verpönt. Sogar Oskar Lange, der gemeinsam mit Abba P. Lerner das Modell des Konkurrenzsozialismus (Dritter Weg) entwickelte, sprach sich dafür aus, das Werk von Heydel aus den Universitätsbibliotheken zu entfernen.
Trotzdem blieb die Erinnerung an sein Werk bis heute bestehen. So ehrte ihn die Jagiellonen-Universität 1980 mit der Merentibus-Medaille. Im Jahre 2012 wurden seine Gesammelten Schriften veröffentlicht.